# Натюрморт з дичиною, овочами і фруктами
«Натюрморт з дичиною, овочами і фруктами» (ісп. Bodegón de caza, hortalizas y frutas) — картина іспанського живописця Хуана Санчеса Котана. Створена у 1602 році. Зберігається у Музеї Прадо в Мадриді (інв. ном. P7612).

## Опис
Натюрморти Санчеса Котана характеризуються суворо геометричною композицією, в аскетично суворій зображувальній побудові, що у цьому випадку є, мабуть, коморою для зберігання фруктів. Підкреслена невибагливість представлених продуктів: овочів, фруктів і в'язки дичини, відтіняється яскравим боковим світлом; предмети немовби виштовхують огорнутим магічною темрявою фоном — чорним провалом вікна, створюючи різкі контрасти світла і тіні, що свідчить про втілення традицій караваджизму.
Художник поєднує свою дивовижну здібність відобразити реальність, яка проявляється в конкретній матеріальності кожного зображуваного предмету, з точною абстрактною композицією, в якій усе продумано до дрібниць. Головним елементом є іспанський артишок, відмінна риса усіх робіт Котана, вигини якого протиставлені жорстким прямим кутам вікна комори.
Ця рання композиція з невеликом набором представлених на ній предметів є найбільш повною роботою художника, оскільки у всіх подальших картинах автора з'являється все менше і менше предметів.